# Авдіївський район
Авдіївський район — колишній район Донецької області. Районний центр — місто Авдіївка.
В Авдіївському районі були поширені — машинобудування, вироби будматеріалів, харчова промисловість, сільське господарство приміського типу; 2 дослідні сільськогосподарські станції.